# Józef Skoczyński
Józef Skoczyński (ur. 6 marca 1903 w Rymanowie, zm. 20 listopada 1967 w Stalowej Woli) – polski duchowny rzymskokatolicki.

## Życiorys

### Młodość
Urodził się 6 marca 1903 w Rymanowie. Był najstarszym z pięciorga dzieci Szymona i Marii z domu Ziajka. Miał m.in. brata Adama, który został lekarzem w Sanoku.
22 czerwca 1921 zdał egzamin dojrzałości w Państwowym Gimnazjum w Sanoku (w jego klasie byli Stanisław Hroboni, Józef Lubowiecki, Józef Stachowicz). Ukończył Seminarium Duchowne w Przemyślu. Sakrament święceń kapłańskich otrzymał 29 czerwca 1925 z rąk biskupa Anatola Nowaka. Był wikariuszem w Grodzisku, Dobromilu oraz katechetą w Jeżowem.

### Praca duszpasterska
Po święceniach rozpoczął pracę duszpasterską jako wikariusz w Grodzisku (1925-29), następnie w Dobromilu (1929-32), będąc przez ostatni miesiąc administratorem parafii. Od 20 października 1932 r. pracował jako wikariusz w Jeżowem, a w latach 1933-39 był katechetą w tej parafii. Od 10 stycznia 1939 r. rozpoczął pracę jako katecheta w Stalowej Woli, ale do hutniczego miasta przybył dopiero 25 stycznia. Pierwsze lata pracy duszpasterskiej ks. Skoczyńskiego w Stalowej Woli przerwała II wojna światowa. Po niełatwym okresie okupacji hitlerowskiej przyszły równie trudne dla Kościoła czasy PRL-u i rządów komunistycznych. W tym właśnie okresie ks. Skoczyński rozpoczął budowę nowej świątyni pw. Matki Bożej Królowej Polski, którą nie dokończył. W 1961 r. władze cofnęły pozwolenie na kontynuowanie budowy. Potem przyszła choroba, która nie pozwoliła kapłanowi doczekać wznowienia prac po 10-letniej przerwie i poświęcenia świątyni, której dokonał 2 grudnia 1973 r. metropolita krakowski Karol kard. Wojtyła.

### Działalność społeczna
Podczas II wojny światowej ks. Józef Skoczyński uratował życie wielu mieszkańcom Stalowej Woli interweniując skutecznie w ich obronie. Był kapelanem Armii Krajowej obwodu niżańskiego. Wraz z kilkoma działaczami konspiracyjnymi zorganizował komitet obywatelski, który obronił Zakłady Południowe i Elektrownie przed zniszczeniem, przez Niemców. Po wyzwoleniu miasta czuwał nad utrzymaniem porządku publicznego w czasie tworzenia nowej władzy.
Od września 1945 do 13 marca 1948 pełnił funkcję przewodniczącego Rady Narodowej w Stalowej Woli. Po wojnie przyczynił się do elektryfikacji Pława oraz do uzyskania praw miejskich przez Stalową Wolę.

## Miejsce pochówku
Został pochowany na Cmentarzu Komunalnym w Stalowej Woli.

## Odznaczenia, tytuły, wyróżnienia
- 1952 - godność szambelana papieskiego[9],
- 1953 - wicedziekan rudnicki, a następnie przez 8 lat dziekan

## Upamiętnienie
Przy ulicy księdza Józefa Skoczyńskiego nadanej na cześć wielkiego patrioty i działacza społecznego, przy której niegdyś znajdowała się plebania i gdzie mieszkał mieści się obecnie Niepubliczny Zakład Opieki Zdrowotnej "Medyk".
W przedsionku kościoła pw. św. Floriana i na fasadzie kościoła pw. Matki Bożej Królowej Polski w Stalowej Woli umieszczone są tablice pamiątkowe poświęcone ks. Józefowi Skoczyńskiemu.
W Muzeum Jana Pawła II w Stalowej Woli gromadzone są pamiątki związane z ks. Józefem Skoczyńskim oraz eksponowane są fotografie z początków budowy kościoła Matki Bożej Królowej Polski.

## Galeria

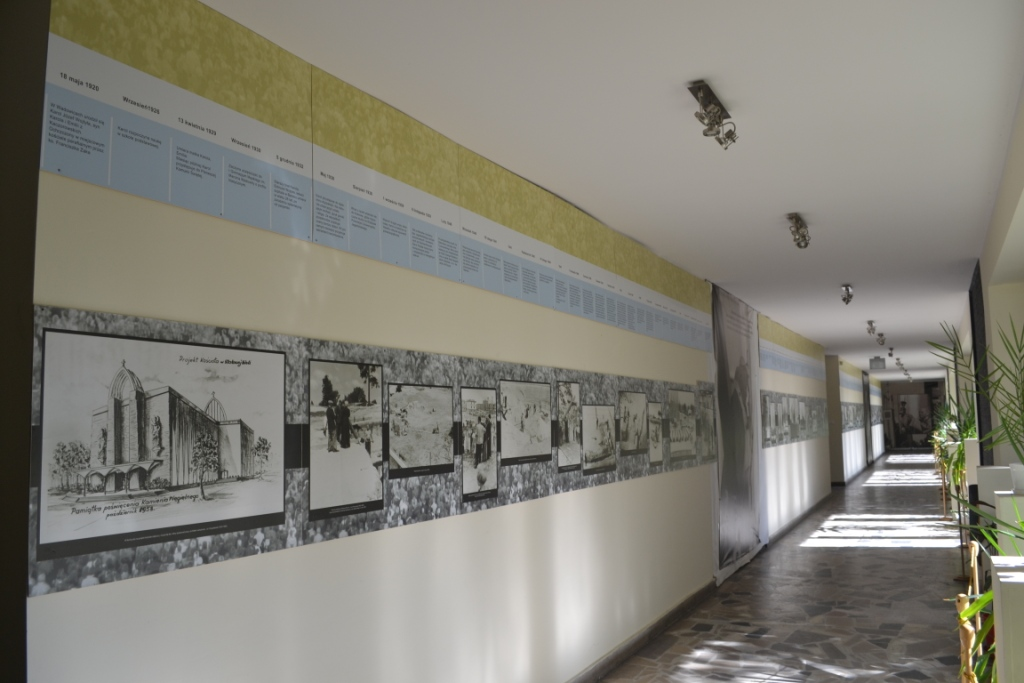
Muzeum Jana Pawła II - korytarz
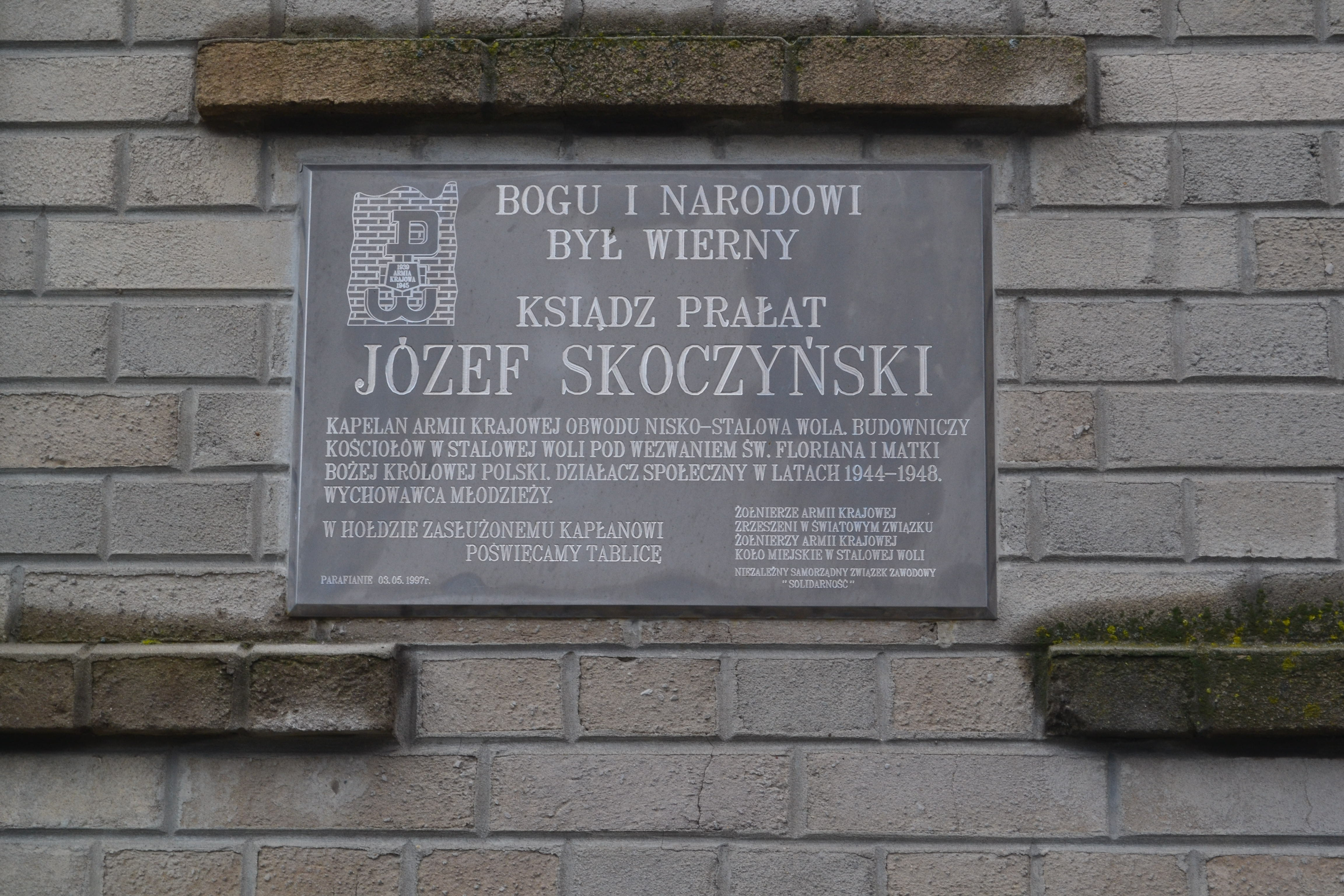
Tablica ks. Józefa Skoczyńskiego na frontonie bazyliki konkatedralnej w Stalowej Woli
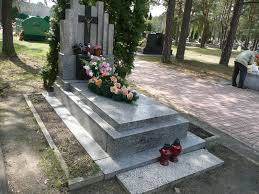
Grób ks. Józefa Skoczyńskiego na cmentarzu w Stalowej Woli